# 尤寧米爾斯 (加利福尼亞州)
尤寧米爾斯（英語：Union Mills）是位於美國加利福尼亞州內華達縣的一個非建制地區。該地的面積和人口皆未知。

## 地理
尤寧米爾斯的座標為39°21′14″N 120°06′26″W / 39.35389°N 120.10722°W，而該地的平均海拔高度為1784米（即5853英尺）。